# Lee Radziwill
Caroline Lee Radziwill, född Bouvier den 3 mars 1933 i New York, död 15 februari 2019 i New York, var en  amerikansk societetskvinna som bland annat arbetade med public relations och inredning. Hon var Jacqueline Kennedy Onassis yngre syster.
Lee Radziwill var gift tre gånger. Efternamnet Radziwill kommer från äktenskapet med den polske fursten Stanisław Albrecht Radziwiłł. De var gifta 1959–1974 och fick två barn: Anthony (1959–1999), som var filmproducent, och Christina (född 1960). Lee Radziwill var senare gift med Herbert Ross men skildes strax före dennes död.
Hennes våningar i Paris och New York presenterades i april 2009 i en upplaga av Elle Décor. Radziwill upptogs på den internationella bäst klädda-listan Hall of Fame 1996. Hon var även listad som en av de femtio bäst klädda över 50 års ålder av The Guardian i mars 2013.
År 1973 hyrde Radziwill dokumentärfilmarna Albert och David Maysles för att arbeta på en film om familjen Bouvier. De filmade två excentriska kvinnor, som var Radziwills faster respektive kusin. Radziwills filmprojekt slutfördes inte men hon behöll filmmaterialet. Men bröderna Maysles återvände och filmade ytterligare 70 timmar. Det resulterade i filmen Grey Gardens (1975), ansedd som ett mästerverk inom dokumentärgenren.

### Fotnoter
1. ↑  Internet Movie Database, IMDb-ID: nm0705955co0047972, läst: 10 juli 2016.[källa från Wikidata]
2. ↑  SNAC, SNAC Ark-ID: w68g9rjt, läs online, läst: 9 oktober 2017.[källa från Wikidata]
3. 1 2  Leo van de Pas, Genealogics, 2003, genealogics.org person-ID: I00019061, läs online och läs online.[källa från Wikidata]
4. 1 2  Robert D. McFadden, Lee Radziwill, Ex-Princess and Sister of Jacqueline Kennedy Onassis, Dies at 85 (på engelska), The New York Times, 16 februari 2019, läs online, läst: 20 mars 2021.[källa från Wikidata]
5. ↑  Babelio, Babelio författar-ID: 137824.[källa från Wikidata]
6. 1 2 3  The Peerage person-ID: p6554.htm#i65534, läst: 7 augusti 2020.[källa från Wikidata]
7. ↑  Radziwiłłowie herbu Trąby, Archiwum Główne Akt Dawnych och Wydawnictwo DiG, 1996, ISBN 83-85490-62-0, läs online.[källa från Wikidata]
8. ↑  Darryl Roger Lundy, The Peerage.[källa från Wikidata]
9. ↑  Lee Radziwill Dies at 85